# Copa Argentina de Voleibol Masculino
A Copa Argentina de Voleibol Masculino é um torneio anual organizado pela Associação de Clubes da Liga Argentina de Voleibol (ACLAV). Foi criado em 2005 com a nomenclatura de Copa ACLAV e atualmente por questões de patrocinador recebe o nome Copa RUS Argentina.

## Histórico
O torneio foi criado em 2005 com a nomenclatura de Copa ACLAV, disputado por doze equipes. A partir de 2008 ocorreu duas edições, uma referente a jornada 2007–08 e a outra referente a 2008–09, onde houve uma reformulação, alterando o número de participantes a cada edição. No antigo formato, as equipes eram divididas em quatro zonas ou grupos, duelando em três finais de semana. Ao final dos confrontos prosseguiam para a próxima etapa as seis melhores equipes no hexagonal em sede única e novamente distribuídos em triangulares disputado em três dias consecutivos, resultando nos quatro semifinalistas, os vencedores disputaram a final e os perdedores o terceiro lugar, no formato atual.
Atualmente os participantes se dividem em três grupos ou zonas, com sede única, e confrontos em turno único. As três melhores equipes e o quarto melhor colocado definem as semifinais e os vencedores avançam a final e os perdedores duelam pelo terceiro posto.
Em 2019 ocorre a mudança do nome para Copa Argentina e desde a temporada de 2018 o campeão qualifica-se para a Supercopa Argentina.